# Laxatif

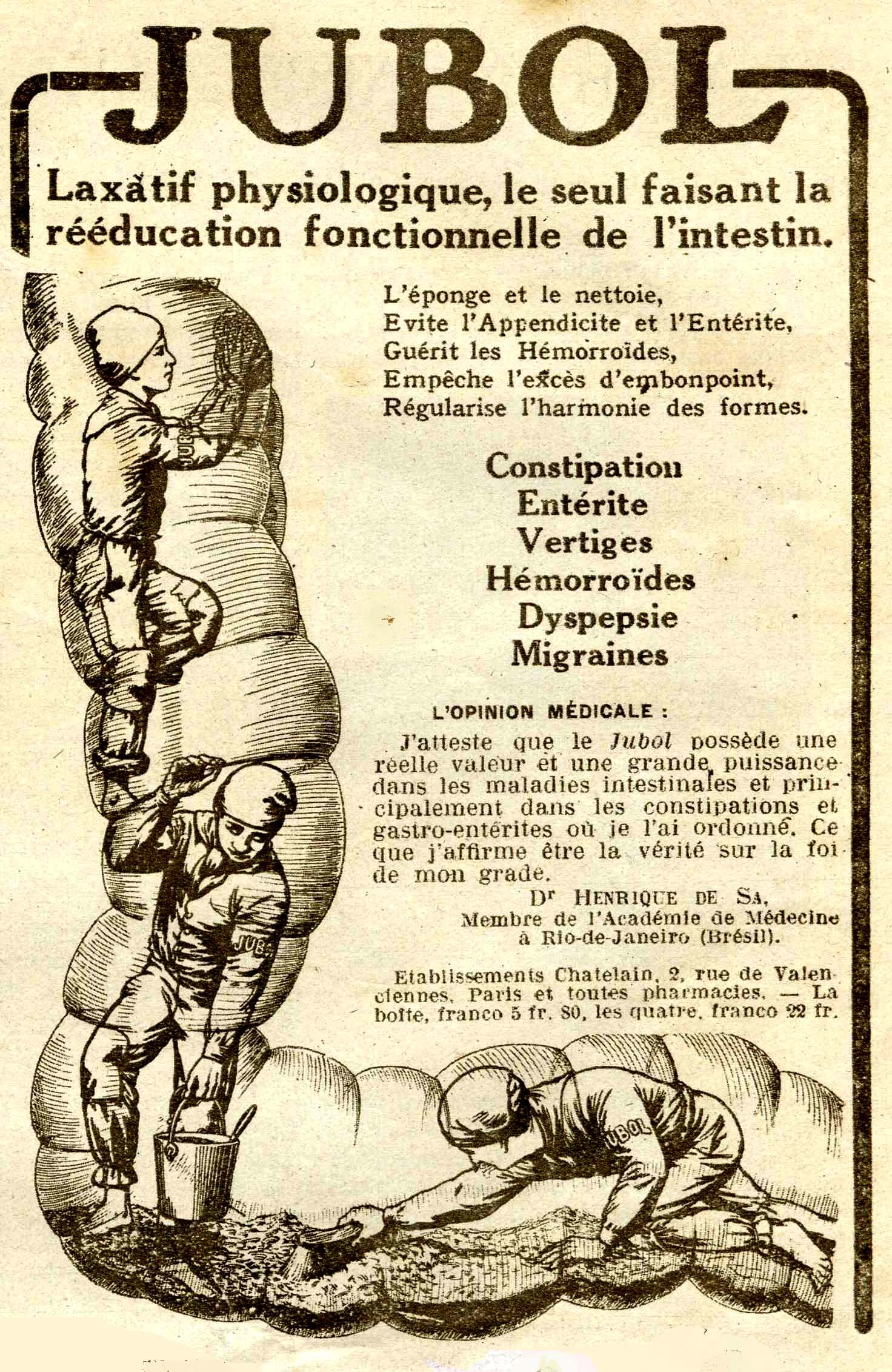
Publicité imagée (1919)

Un laxatif est un produit accélérant le transit intestinal, ramollissant les selles. On utilise les laxatifs pour combattre la constipation.
Ils peuvent être absorbés oralement ou par voie rectale (lavements, suppositoires ou micro-lavements).

## Laxatifs de lest (fibres)

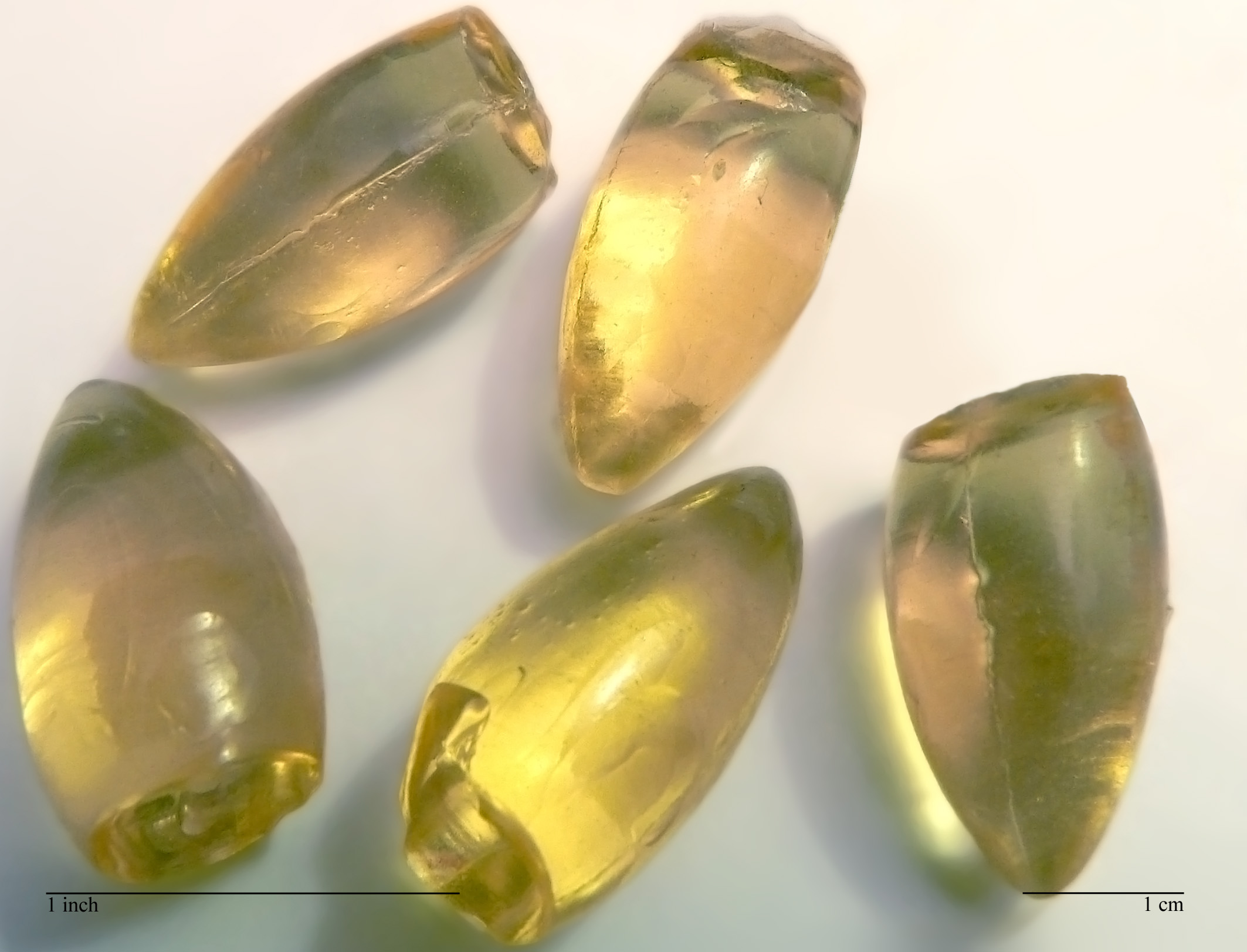
Suppositoires de glycérine utilisés comme laxatifs.

Ils comprennent les fibres alimentaires, dites insolubles ou de mucilages, dites solubles car faite d'une substance qui se gonfle au contact de l'eau. Ils rendent les selles plus denses, plus volumineuses et leur font retenir plus d'eau, ce qui favorise le péristaltisme naturel et donc leur progression. Ils accélèrent le transit colique en deux à trois jours.
Les graines de psyllium ou d'ispaghul sont des mucilages ainsi que le maltodextrose. Le son est une fibre alimentaire insoluble. L'efficacité des mucilages est prouvée. Celles des fibres l'est beaucoup moins, du moins sur la constipation. De plus elles sont susceptibles d'entraîner certains effets secondaires tels que ballonnement, douleurs abdominales...

## Lubrifiants
Les lubrifiants (tels la gelée d'huile de paraffine) sont absorbés oralement. Ils facilitent (modestement) la progression des selles dans l'intestin, par effet de glissement, et réduisent l'absorption hydrique. Ils agissent en six à huit heures. Les effets indésirables sont des irritations et des suintements anaux. Des fausses routes avec pneumonie ont été signalées.

## Laxatifs osmotiques

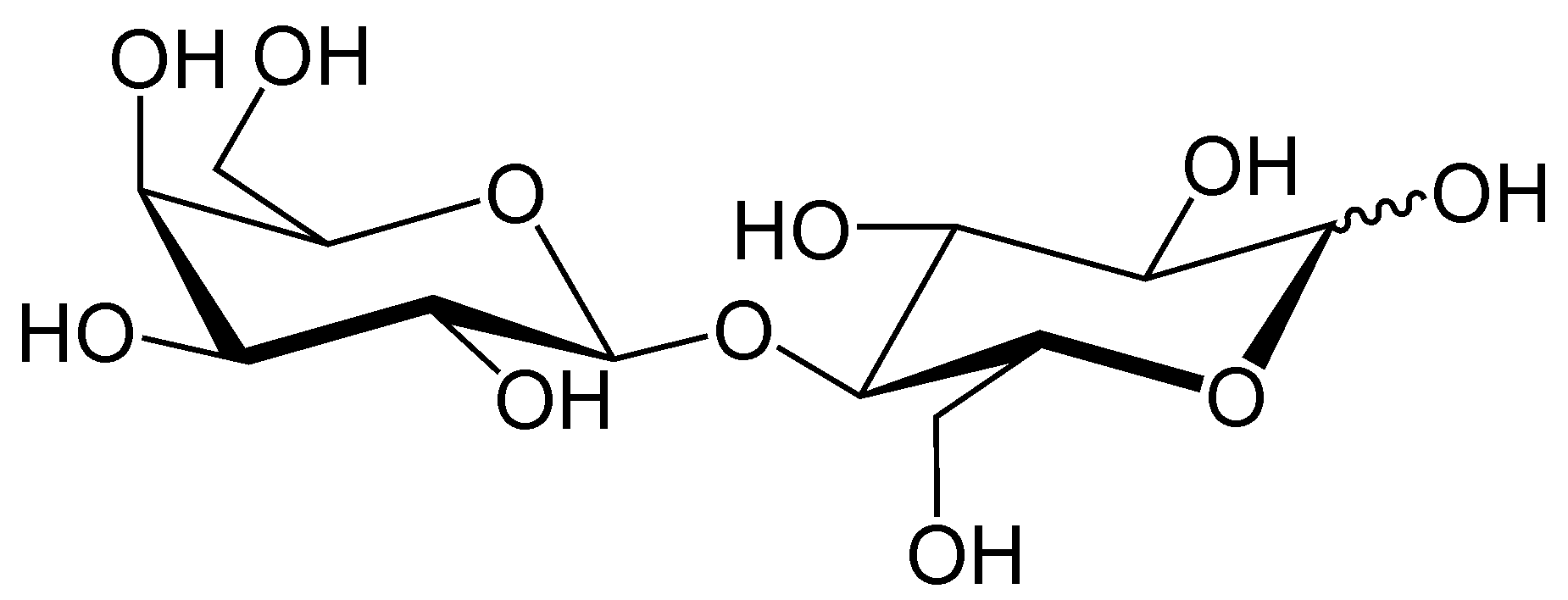
Représentation de la molécule de lactose

Non absorbés, ils retiennent l'eau et les électrolytes dans le côlon. Ils agissent en un à deux jours. Les principaux effets indésirables sont des douleurs abdominales et des ballonnements intestinaux.
Les osmotiques sucrés sont le lactitol, le lactulose, le sorbitol, le mannitol, le  pentaérythritol. Les deux premiers comportant du lactose sont contre-indiqués en cas d'intolérance au lactose.
Les osmotiques salins sont les sels de sodium et de potassium, les phosphates et le  chlorure de magnésium. L'inconvénient principal de cette classe de laxatifs est un passage partiel du sel dans le sang donc un risque d'augmentation de la pression artérielle et, à forte dose, un risque d'œdème[réf. nécessaire]. Le magnésium reste dans l'intestin et provoque un appel d'eau par effet osmotique. La petite fraction de magnésium absorbée est efficacement éliminée par filtration rénale chez l'adulte en bonne santé.
Un des osmotiques purs est le polyéthylène glycol ou PEG, dont une marque connue est le Macrogol. Ils sont utilisés en préparation pour un examen du côlon (coloscopie) et sont également utiles dans la constipation chronique. Ils sont plus efficaces dans ce cas que le lactulose.

## Laxatifs de contact (stimulants)
Les laxatifs de contact augmentent la motricité intestinale par divers mécanismes. Ils exposent à des effets indésirables parfois graves, comme les colites, et à des interactions médicamenteuses.

### Dérivés anthraquinoniques naturels
L'anthraquinone est utilisé comme laxatif à partir d'un seuil de 30  à   36 mg par jour. Les glucosides d’anthraquinone, dérivés actif de l'anthraquinone, se transforment dans le côlon en sennosides. Ces derniers sont hydrophiles et réduisent l’absorption intestinale de l’eau en vue d’avoir un bol fécal fluide. Ils évitent par conséquent, la formation de selles grumeleuses. Au-delà du seuil de 30  à   36 mg par jour de sennosides, les selles tendent à devenir très molles ou liquides. Les sennosides et les glucosides d'anthraquinone contiennent un groupe d'aglycone. Ils sont présents dans les gousses et les feuilles du séné, le rhizome de la rhubarbe, la bourdaine, le cascara et notamment l'aloès.
Une utilisation prolongée au-delà de quatre à huit semaines ou un abus mène à un mélanisme du côlon, dû à la libération de lipofuscine (présente dans les histiocytes et mastocytes) dans le côlon.
Un autre dérivé anthraquinonique naturel est la casse (Cassia fistula).

### Dérivés du diphénylméthane
Les dérivés du diphénylméthane sont le bisacodyl, le bisoxatine, le picosulfate de sodium.

### Agonistes sérotoninergiques
Le prucalopride en est un exemple.

### Autres
Le linaclotide est un inhibiteur de la guanylate cyclase augmentant la motilité intestinale.

#### Plantes médicinales
Le séné, plante médicinale, est connu et utilisé pour son puissant effet laxatif.

## Laxatifs secrétoires
Ils augmentent la sécrétion d'eaux et d'électrolytes par la muqueuse du tube digestif. Le lubiprostone en est un exemple.

## Laxatifs à usage rectal
Ils déclenchent rapidement un réflexe exonérateur (voir Défécation). L'usage répété provoque des irritations anales.
On peut en citer deux exemples : 
- La glycérine par voie rectale
- Les lavements évacuateurs

Ces traitements peuvent d'autre part faciliter l'extraction manuelle d'un fécalome lorsqu'ils sont utilisés préalablement.

## Laxatifs anciens
- Poudre de Coutaret : en parties égales - soufre sublimé, lactose, magnésie ; une cuillère à café le soir.
- Manne : suc extrait du Fraxinus ornus utilisée dans du lait pour un usage pédiatrique.
- Huile de ricin : le soir avant le repas 3 fois par semaine.
- Apozème : potion purgative à base de séné, de manne, de rhubarbe, de sulfate de soude et d'eau.
- Eluctaire laxatif : contient de la poudre de tamarin, de séné, de gingembre et du tartrate acide de potassium.

## Autres
Un des effets secondaires des morphiniques est la constipation par activation des récepteurs μ aux opioïdes périphériques. Différentes molécules sont en cours de développement comme inhibiteurs de ces récepteurs, permettant la levée de la constipation tout en conservant l'action anti-douleurs des morphiniques. Ce sont le naloxégol, l'alvimopan et le naldémidine.

## Cinéma
Dans le film Bean, le personnage principal, Mr. Bean, interprété par Rowan Atkinson, met un médicament laxatif dans la boisson du vigile afin de s’introduire dans la Grierson Art Gallery de Los Angeles et ainsi de détourner l‘attention de celui–ci.